# Callopistria miracula
Callopistria miracula är en fjärilsart som beskrevs av Herz 1904. Callopistria miracula ingår i släktet Callopistria och familjen nattflyn. Inga underarter finns listade i Catalogue of Life.